# Grandes almacenes Steffl Viena

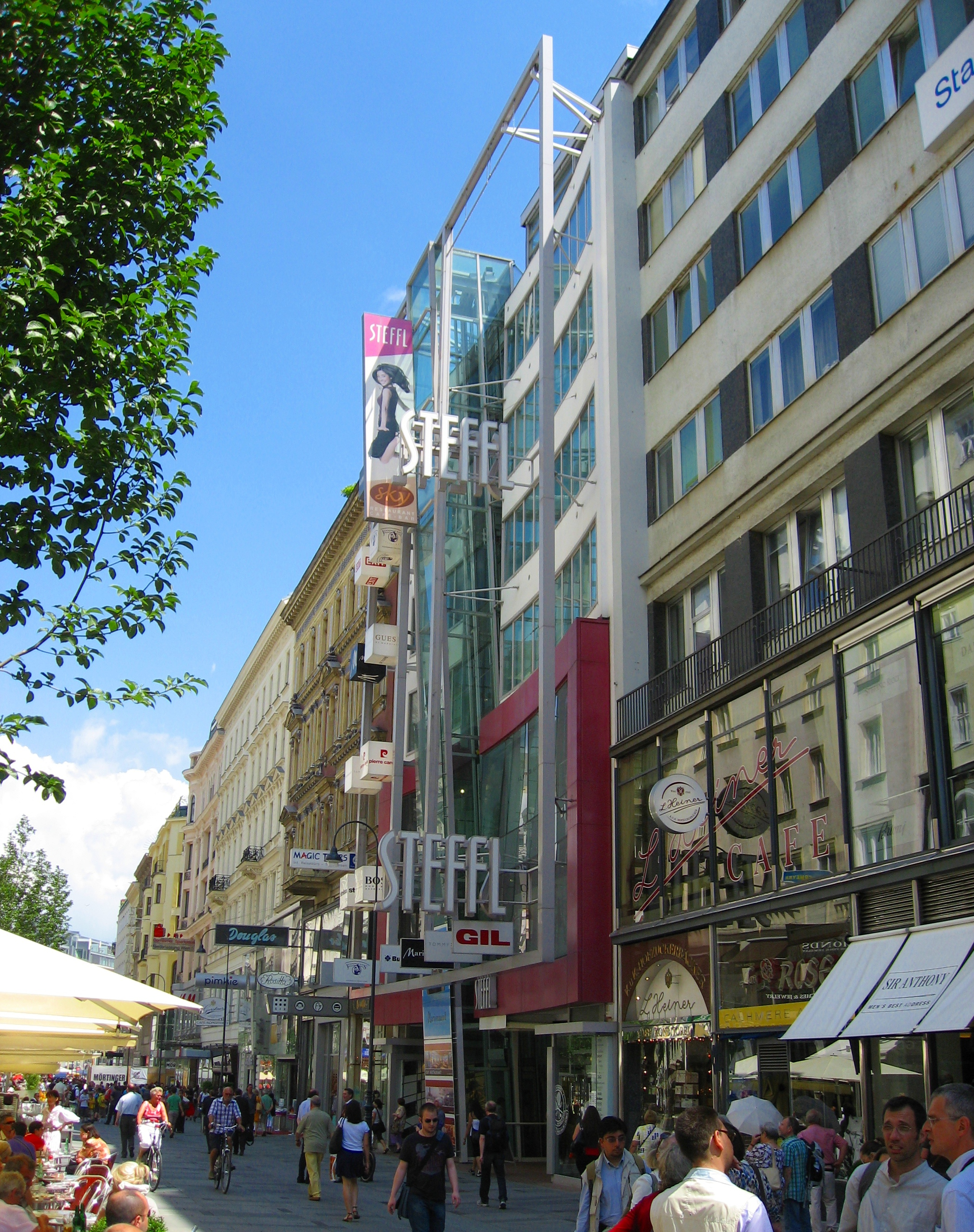
Steffl Grandes almacenes

Los Grandes almacenes Steffl  Viena (abreviado: Steffl) se encuentran en la Kärntner Straße 19, en el distrito 1 de Viena, en pleno centro de la ciudad. El nombre se lo debe a la vecina catedral de S. Esteban, el símbolo de la ciudad.

## Historia
En el terreno estaban originariamente los grandes almacenes M. Neumann (1895/1896), edificados sobre planos diseñados por Otto Wagner. Los días 11 y 12 de abril de 1945, durante la batalla de Viena, se produjo un incendio y en 1949 el edificio tuvo que ser derribado debido a los daños sufridos a raíz de la guerra.[
En 1949/50, Carl Appel construyó un nuevo edificio de nueve plantas (de planta sótano a planta 7) que desde 1961 se conoce como Kaufhaus Steffl. Por aquel entonces, la Kärntner Straße aún estaba abierta al tráfico de vehículos.
El 1 de mayo de 1979 se produjo un incendio en la sección de confección de señoras, en la segunda planta, en el cual comenzaron a arder 900 m² de superficie. Durante los trabajos de desescombro, se detectó otro olor a quemado y la policía descubrió un artefacto explosivo con detonador retardado. Unos días después, en unos grandes almacenes vecinos, detectaron otros dos artefactos explosivos. La organización "Primero de mayo" se responsabilizó de los ataques como acción de protesta contra el capitalismo.[
Durante las últimas décadas, la propiedad de los grandes almacenes cambió varias veces. Entre estos propietarios transitorios se hallaba indirectamente la sociedad Konsum Österreich, que en 1995 pasó de ser una gran empresa a un pequeño comercio en medio de una escándalo suscitado por unas drásticas medidas de compensación financiera.
En la década de 1990 se produjo una renovación completa. En 2007, la empresa Hans Schmid adquirió el inmueble y la dirección comercial. Desde entonces se ha ido realizando una reforma paulatina que ha dado paso a un nuevo posicionamiento ya finalizado en muchas de las plantas.
La superficie total abarca unos 13.000 m². Cada día frecuentan los grandes almacenes hasta 30 000 personas. La última planta en la terraza se utiliza como superficie gastronómica con el Sky-Bar. En el edificio también se encuentra la única Planet Tax Free Office (oficina de devolución del IVA para clientes fuera de las Estados miembros de la UE) del centro de Viena.

## Cultura
En la Kleinen Kayserhaus, que hasta mediados del siglo XIX se encontraba en una parte del terreno (en la Rauhensteingasse 8, es decir, en la zona posterior del edificio actual), es donde Wolfgang Amadeus Mozart compuso durante sus últimos años La flauta mágica y el Réquiem. Una placa conmemorativa recuerda que allí falleció Mozart el 5 de diciembre de 1791.

## Información detallada
1. ↑  Felix Czeike (editor.): Historisches Lexikon Wien, Band 5, Kremayr & Scheriau, Viena 1997, ISBN 3-218-00547-7, p. 323
2. ↑  Kurt Stimmer: 1979 – das Jahr der großen Wiener Brandkatastrophen, en: Wien at. aktuell Magazin für Mitarbeiterinnen und Mitarbeiter, editado por: Presse- und Informationsdienst der Stadt Wien, Nr. 6 / 2009
3. ↑  Mozart-Sterbehaus, en: Wien Geschichte Wiki. wien.at, 10 septiembre de 2014, consultado el 12 de octubre de 2014.

## Enlaces web
- Página web de los grandes almacenes (Kaufhaus) Steffl Archivado el 15 de febrero de 2015 en Wayback Machine.

- Datos: Q1658541
- Multimedia: Steffl (Kaufhaus) / Q1658541